# Кох, Вальдемар
Вальдемар Кох (нем. Waldemar Koch; 25 сентября 1880, Гарцбург — 15 мая 1963, Берлин) — немецкий политик. В 1945 году стал первым председателем Либерально-демократической партии Германии.

## Биография
Вальдемар Кох — сын инженера-судостроителя. Завершив обучение в реальной гимназии Бремерхафена, Кох работал в 1897—1900 годах добровольцем в судостроительной компании. Отслужив добровольцем год на флоте, сдал экстерном экзамены на аттестат зрелости в 1903 году и поступил в Берлинскую высшую техническую школу. В 1904 году получил диплом инженера в области управления предприятиями промышленности. В дальнейшем изучал экономику, философию и историю в Берлинском университете, затем работал в AEG в 1905—1907 годах. В 1907 году защитил докторскую диссертацию по филологии. В 1905—1907 годах также побывал с образовательными поездками в США, Китае и России. В 1909 году защитил диссертацию на соискание степени доктора технических наук.
В 1910—1914 годах Вальдемар Кох руководил предприятием AEG в Лондоне. В 1914—1915 годах был призван на фронт, затем до 1918 года руководил отделом и затем являлся заместителем директора Института морского транспорта и мировой экономики Кильского университета. В 1918 году вступил в Немецкую демократическую партию. В качестве председателя гражданского комитета Большого Берлина в 1918—1919 года поддержал действия добровольческого полка под командованием Вильгельма Рейнгарда, разогнавшего восстание спартакистов. В 1919—1930 годах Кох работал на различных должностях на нескольких промышленных предприятиях. В 1930 году получил доцентуру в области организации и экономики производства в Берлинской высшей технической школе, до 1945 года работал аудитором на договорной основе.
В 1934 году Вальдемар Кох в качестве аудитора представлял интересы крупного акционера пивоварни Энгельхардта, еврея Игнаца Нахера против передачи его собственности в пользу арийцев со стороны Dresdner Bank и провёл три недели в следственном изоляторе. Был лишён права преподавания и был уволен с должности приват-доцента. В 1939 году Кох был восстановлен в праве преподавания и в 1942—1943 годах преподавал в Университете Галле.
В июне 1945 года Вальдемар Кох стал основным инициатором учреждения Либерально-демократической партии Германии и в июле был избран её первым председателем. Вследствие внутрипартийных противоречий, в частности по вопросу земельной реформы в советской зоне оккупации Германии, уже в ноябре 1945 года Кох сложил свои полномочия в партии в пользу Вильгельма Кюльца. В 1948 году Вальдемар Кох был исключён из ЛДПГ, переехал в Западный Берлин и вступил в Свободную демократическую партию. В 1949—1953 годах преподавал организацию и экономику предприятий в Берлинской высшей технической школе. В 1956 году вышел из состава СвДП.

## Сочинения
- mit Joachim Heintze: Die Neugestaltung des Aktienrechts und Umgründung einer o.H.G. in eine Kapitalgesellschaft. Deutscher Betriebswirte-Verlag, Berlin 1948.
- Grundlagen und Technik des Vertriebes. Band 1: Organisation des Vertriebes. Band 2: Marktforschung. Finanz-Verlag, 1950.
- Die Entwicklung der deutschen Teilzahlungswirtschaft seit 1945 und ihre Problematik. Duncker & Humblot, Berlin 1956.
- Hochschulprobleme (Betriebswirtschaftslehre). Duncker & Humblot, Berlin 1956.
- Der Beruf des Wirtschaftsprüfers. Duncker & Humblot, Berlin 1957.
- Aus den Lebenserinnerungen eines Wirtschaftsingenieurs. Köln, Opladen 1962.